# Jacob Bakker (burgemeester)

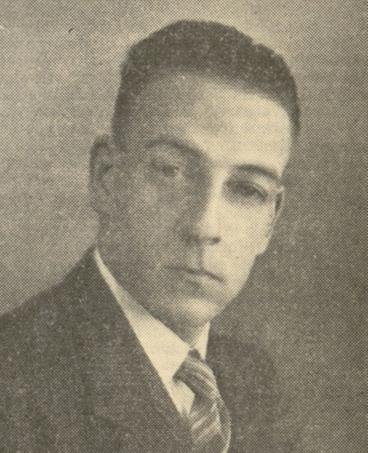
J. Bakker (ca. 1940)

Jacob Bakker (Menaldum, 4 juni 1908 – 10 oktober 1975) was een Nederlands politicus van de CHU.
Hij werd geboren als zoon van Jouke Bakker (1873-1956; werkman en later Tweede Kamerlid) en Stijntje Alberda (1873-1942). Na de mulo en hogere handelsschool ging hij in augustus 1927 als volontair werken bij de gemeentesecretarie van Menaldumadeel. Zijn vader was toen CHU-raadslid van die gemeente. Eind 1930 werd Jacob Bakker daar benoemd tot tijdelijk ambtenaar ter secretarie. Bijna een jaar later ging hij als adjunct-commies werken bij de gemeentesecretarie van Barradeel. In januari 1940 volgde hij J.J. van Dijk op als gemeentesecretaris van de Friese gemeente Sloten. Met ingang van 1 juni 1940 (dus enkele weken na de Duitse inval) werd Bakker daar door opperbevelhebber van land- en zeemacht Henri Winkelman benoemd tot burgemeester. Daarnaast was hij vanaf midden 1944 enige tijd waarnemend burgemeester van Doniawerstal. Prinses-regentes Juliana benoemde hem met ingang van 1 augustus 1948 tot burgemeester van Bleiswijk. In 1969 ging hij daar vanwege gezondheidsproblemen vervroegd met pensioen. Hij overleed in 1975 op 67-jarige leeftijd.